# Riedelia arfakensis
Riedelia arfakensis är en enhjärtbladig växtart som beskrevs av Theodoric Valeton. Riedelia arfakensis ingår i släktet Riedelia och familjen Zingiberaceae. Inga underarter finns listade i Catalogue of Life.